# Wat Khung Taphao
Wat Khung Taphao (em tailandês: วัดคุ้งตะเภา, literalmente, Templo da curva do curso de água do veleiro) é um templo budista (Wat) localizado na aldeia Ban Khung Taphao, no distrito Mueang Uttaradit, da província Uttaradit (província) a norte da Tailândia. Wat Khung Taphao foi construído na época do Reino Thonburi (1768 - 1782), e é ainda um importante templo da região Ban Taphao Khung.